# Soling
Der Soling ist ein sportliches Kielboot für eine Besatzung von maximal drei Personen, das bis zu den Spielen 2000 in Sydney bei den Olympischen Segelwettbewerben eingesetzt wurde. Er ist eine international weit verbreitete Bootsklasse. Als Segelzeichen wird der Buchstabe Omega verwendet.

## Geschichte

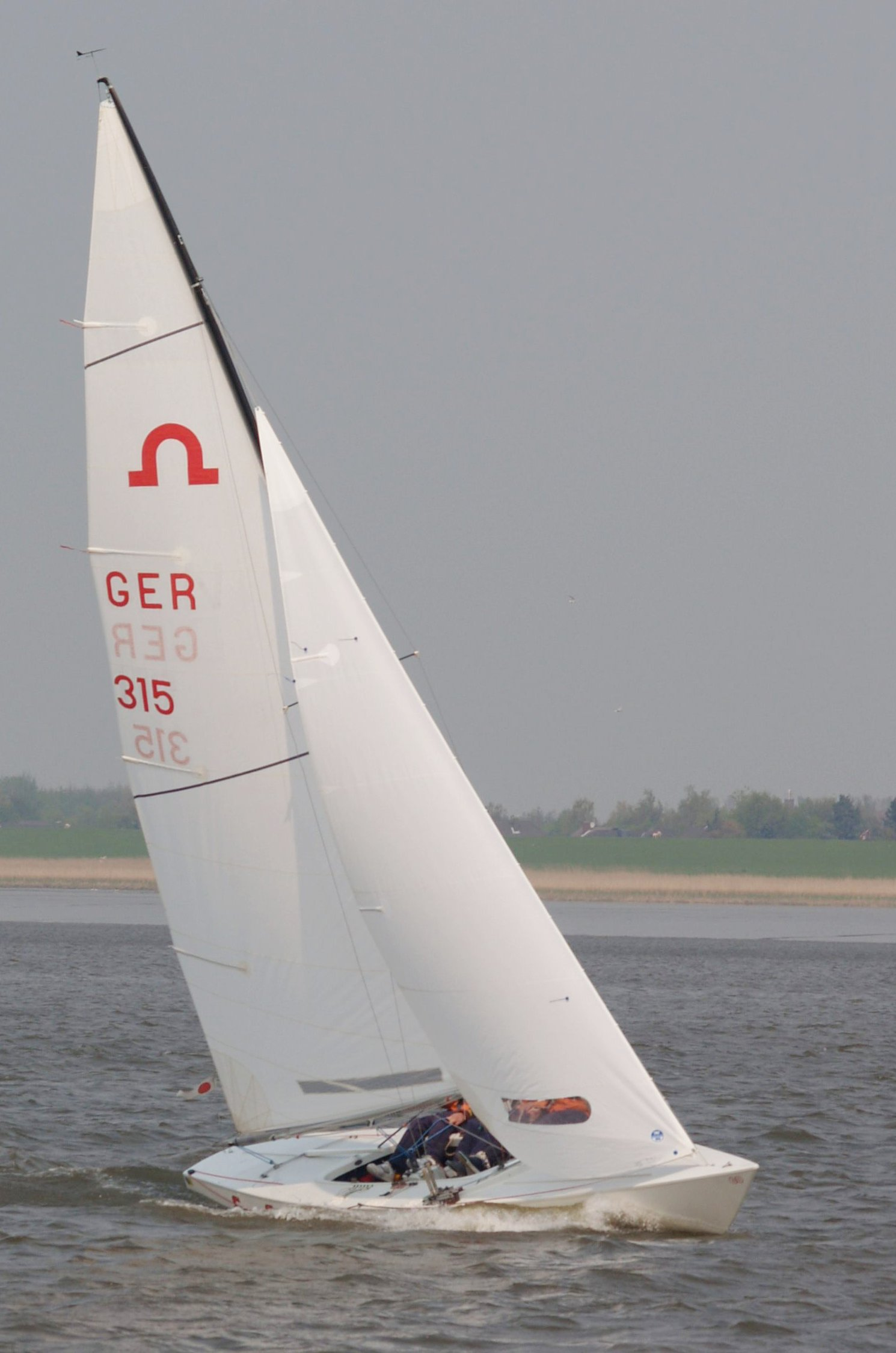
Soling GER 315

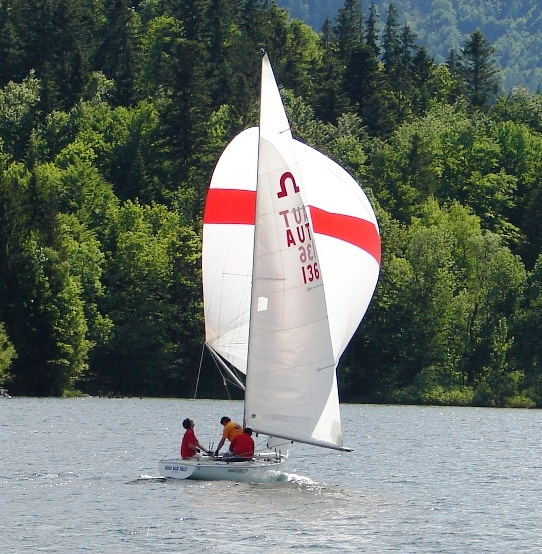
Soling auf Raumschotkurs

Jan Herman Linge (1922–2007), norwegischer Konstrukteur und Mitglied des technischen Komitees der IYRU, war 1963 einer der Ersten, die von der Absicht des internationalen Verbandes erfuhren, den zu teuer gewordenen 5.5er durch eine kleinere, billigere und leichter zu transportierende Kielbootsklasse zu ersetzen. Ein Konstrukteurswettbewerb wurde ausgeschrieben und auch Linge beteiligte sich mit seinem Projekt „Soling“. Der Soling gewann die Vergleichswettfahrten vor Travemünde und entsprach auch allen Forderungen der IYRU, womit der Grundstein einer fast einmaligen Bootskarriere gelegt war. Bereits ein Jahr danach, 1967 wurde das neue Schiff internationale Klasse, 1972 Olympiaklasse. Der IYRU-gelenkte und rasche Aufstieg des Soling zum größten Olympiaboot hat einen großen Vorteil, nämlich die strengen und genauen Bauvorschriften. Der Soling kam noch bis zu den Olympischen Spielen 2000 zum Einsatz.
Danach wurde er von dem ebenfalls von Jan Linge konstruierten Yngling abgelöst. Der verlorene Olympia-Status hat einige Unruhe in die Soling-Klasse gebracht. Nach einigen schwierigen Jahren beginnt sich die Klasse langsam wieder zu erholen. Einen neuerlichen Rückschlag musste die Klasse kurz vor den Weltmeisterschaften 2006 in Annapolis hinnehmen, wo durch einen Großbrand der gesamte Bootsbestand der Werft Abbott, dem führenden Hersteller von Solings in Nordamerika, vernichtet wurde, darunter viele kurz vor der Auslieferung zur WM stehende Solings. Seit Sommer 2007 werden in Argentinien Solings produziert, die den weltweit wieder steigenden Bedarf an Schiffen decken sollen. 

## Segeleigenschaften
Obwohl der Soling, mit mehr als der Hälfte seines Gesamtgewichtes im Kiel konzentriert, ein echtes, weil kentersicheres Kielschiff ist, segelt er sich in mancherlei Hinsicht wie eine Jolle. Der schmale, hohe Segelplan mit der nicht hinter den Mast ragenden Fock vermittelt einerseits hohe Antriebsleistung, verlangt aber andererseits nach einem sehr exakten Trimm. Rumpf- und Kielform lassen das Schiff auf der Kreuz sehr hoch an den Wind gehen. Gleichzeitig jedoch kann der Soling unter Spinnaker, ungeachtet seines Gewichts, entsprechenden Starkwind vorausgesetzt, auf raumen Kursen ins Gleiten kommen.